# Гайдтаун (Пенсільванія)
Гайдтаун (англ. Hydetown) — місто (англ. borough) в США, в окрузі Кроуфорд штату Пенсільванія. Населення — 529 осіб (2020).

## Географія
Гайдтаун розташований за координатами 41°39′4″ пн. ш. 79°43′28″ зх. д. / 41.65111° пн. ш. 79.72444° зх. д. (41.651226, -79.724565).  За даними Бюро перепису населення США в 2010 році місто мало площу 5,84 км², уся площа — суходіл.

## Демографія
Згідно з переписом 2010 року, у селищі мешкало 526 осіб у 233 домогосподарствах у складі 153 родин. Густота населення становила 90 осіб/км².  Було 259 помешкань (44/км²).
Расовий склад населення:
| - 98,7 % — білих - 0,8 % — азіатів - 0,2 % — корінних американців |

До двох чи більше рас належало 0,4 %. Частка іспаномовних становила 1,0 % від усіх жителів.
За віковим діапазоном населення розподілялося таким чином: 19,2 % — особи молодші 18 років, 59,3 % — особи у віці 18—64 років, 21,5 % — особи у віці 65 років та старші. Медіана віку мешканця становила 48,3 року. На 100 осіб жіночої статі у селищі припадало 92,7 чоловіків;  на 100 жінок у віці від 18 років та старших — 86,4 чоловіків також старших 18 років.
Середній дохід на одне домашнє господарство  становив 49 532 долари США (медіана — 42 625), а середній дохід на одну сім'ю — 55 382 долари (медіана — 50 000). Медіана доходів становила 46 250 доларів для чоловіків та 26 333 долари для жінок. За межею бідності перебувало 4,5 % осіб, у тому числі 0,0 % дітей у віці до 18 років та 2,6 % осіб у віці 65 років та старших.
Цивільне працевлаштоване населення становило 203 особи. Основні галузі зайнятості: роздрібна торгівля — 20,7 %, виробництво — 19,2 %, освіта, охорона здоров'я та соціальна допомога — 16,3 %.